# Jill Vedder
Jill Kristin Vedder, também conhecida como Jill McCormick (Los Angeles, 11 de novembro de 1977) é uma filantropa, ativista e ex-modelo norte-americana.

## Biografia
Nascida em Los Angeles, filha de Bud e Amy McCormick. Aos 15 anos sua família se mudou para Miami, e aos 17 anos Jill entrou na divisão de Miami da agência Elite Models. Em 1996, Jill foi uma das 15 finalistas do concurso "Elite Model Look of the Year" em Paris, e se mudou para a Europa para continuar sua carreira de modelo. Mais tarde, ela voltou para Miami e Nova York.
Jill já apareceu nas revistas Vogue, Elle, Cosmopolitan e Harper's Bazaar. Ela divide seu tempo entre Los Angeles e Seattle.

## Vida pessoal
Em 18 de setembro de 2010, McCormick se casou com seu namorado de longa data, Eddie Vedder, vocalista da banda Pearl Jam. O casal tem duas filhas, Olivia James, nascida em 2004, e Harper Moon Margaret, nascida em 2008.
Após desistir da carreira de modelo, McCormick se tornou ativista. Ela é co-fundadora e vice-presidente da EB Research Partnership, uma organização sem fins lucrativos dedicada a encontrar uma cura para a doença genética de pele conhecida como Epidermólise bolhosa, além de ser embaixadora da Global Citizen, uma organização comprometida em acabar com a pobreza extrema até 2030. McCormick também atua ativamente na Vitalogy Foundation, que apoia os esforços de organizações sem fins lucrativos que trabalham nos campos da saúde comunitária, meio ambiente, artes, educação e mudança social.
Em 2013, junto com as irmãs Denise e Ashley, Jill fundou a "Babes Against Brain Cancer", uma instituição de caridade que se concentra em ajudar pessoas com Glioblastoma multiforme.